# 싱웨이춘역
싱웨이춘역(중국어: 兴卫村站)은 장쑤성 난징시 치샤구 마이가오차오 가도에 위치한 철도역으로, 징후 철로 하행선, 닝퉁 철로, 청베이 환선이 이 역을 지난다. 이 역은 상하이국 그룹 난징둥 직속역 관할하에 있으며, 현재는 화물만 취급하고 여객운송 업무는 하지 않는 3등역이다.
싱웨이춘역은 1981년 세워졌다. 1986년 난징-난징둥 구간 제3선이 공사되고, 시공 인력은 난징역과 난징 동역로 나뉘어 본역으로 이어지는 노선을 건설하였다. 각각 1988년 8월과 1988년 12월에 사용되였다. 1990년 싱웨이춘역에서 과거 중단된 난징 청베이 환선이 들어섰다.
2017년 야오화먼 화물장이 건설되는 동안, 공사자들은 싱웨이춘역 동쪽 인후도(咽喉道)를 개보수하여, 화물장 취송열차가 지나갈 때 징후 하행선의 단절 영향을 줄였다.

## 인접정차역
| 중국 철도                 | 중국 철도                 | 중국 철도             |
| ------------------------- | ------------------------- | --------------------- |
| 난징역 징후선 베이징 방면 | ← 5km 징후 철로 2km →     | 난징 동역 상하이 방면 |
| 난징역 징후선 베이징 방면 | ← 5km 닝퉁 철로 7km →     | 쯔진산역 퉁닝 방면    |
| 딩자좡역 야오화먼 방면    | ← 1.5km 야오싱 철로 2km → | 난징 동역 시·종착역   |